# Nébuleuse du Carré rouge
Pour les articles homonymes, voir Carré rouge.
Ne doit pas être confondu avec Nébuleuse du Rectangle rouge.

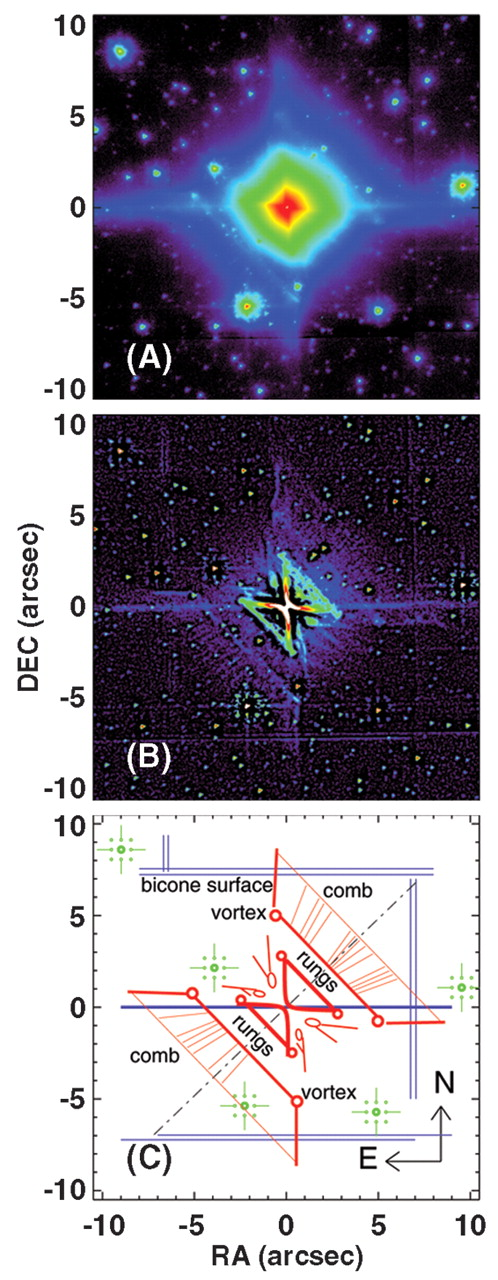
Nébuleuse du Carré rouge par l'observatoire Palomar.

La nébuleuse du Carré rouge, entourant l'étoile MWC 922, est une nébuleuse apparaissant de forme carrée vue de la planète Terre . Située dans la constellation du Serpent, les premières images de cette nébuleuse bipolaire furent prises en avril 2007 en combinant les observations du télescope Hale et du télescope Keck-II. 
Cette nébuleuse se distingue particulièrement par sa forme carrée qui, d'après l'astrophysicien Peter Tuthill de l'Université de Sydney, en fait un des objets célestes les plus symétriques jamais découverts. 
L'explication proposée par Tuthill et son collaborateur James Lloyd de l'Université Cornell veut que la forme carrée de la nébuleuse découle de deux cônes de gaz placés bout à bout. Ces cônes proviennent de l'émanation de gaz de la ou des étoiles centrales lors d'un stade avancé de leur développement. Le même phénomène serait en cause dans le cas de la structure en double-anneau de SN 1987A.

## Historique

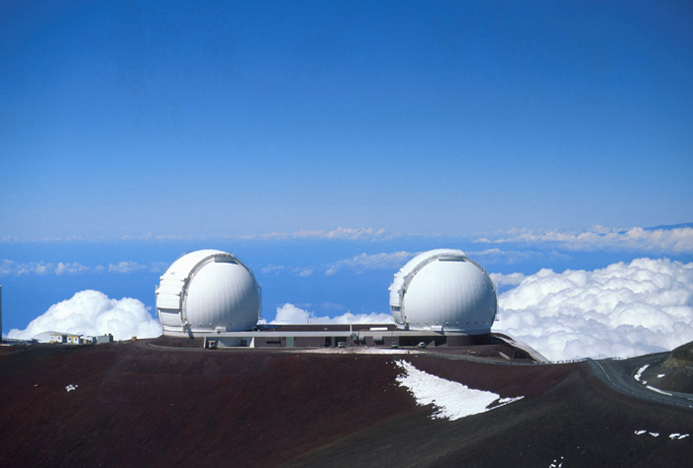
Les deux télescopes Keck sur le Mauna Kea à Hawaii.

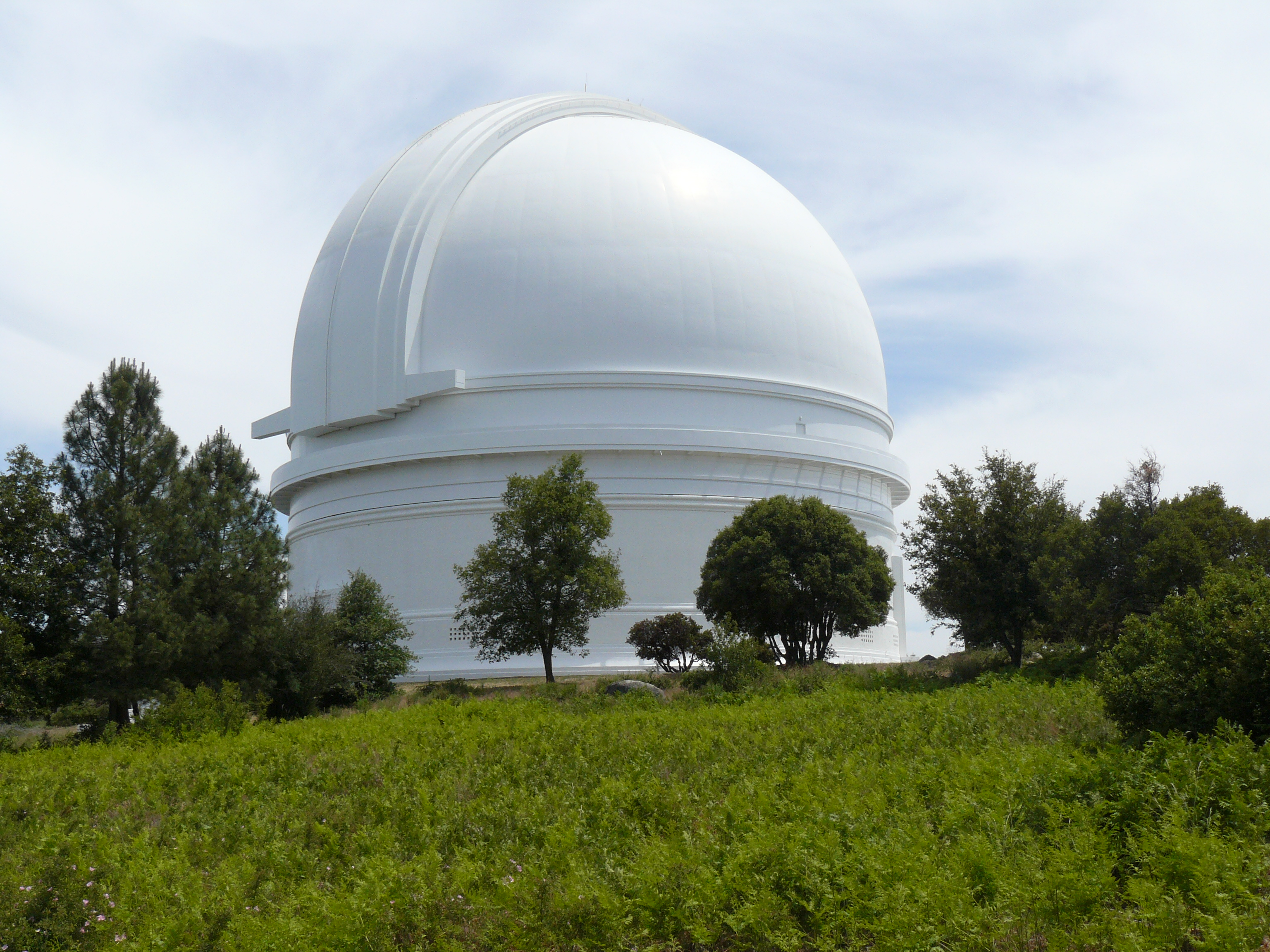
Dome du télescope Hale en Californie.

La découverte de la nébuleuse du Carré rouge est rendue publique le 13 avril 2007 dans la revue Science le 13 avril 2007. Ses deux instigateurs, Peter Tuthill et James Lloyd, ont remarqué une structure régulière et symétrique autour de l'étoile MWC 922 grâce à l'image infrarouge de cette-dernière. 
C'est pour cette raison que Tuthill et Lloyd ont « [...] baptisé cette étonnante nébuleuse de forme symétrique « le Carré rouge » pour sa couleur et sa forme, et aussi en reconnaissance de son proche cousin - la célébrée nébuleuse du Rectangle rouge. »,.